# C/1925 F1 Shajn-Comas Solá
La Cometa Shajn-Comas Solá, formalmente indicata C/1925 F1 (Shajn-Comas Solá), è una cometa non periodica con orbita iperbolica. La cometa è stata scoperta dall'astronomo russo Grigorij Abramovič Šajn il 22 marzo 1925 e il 23 marzo 1925 dall'astronomo spagnolo Josep Comas i Solà.